# Nina Solheim
Nina Solheim (nacida Cho Mee-Sun, Busan, Corea del Sur, 4 de agosto de 1979) es una deportista noruega que compitió en taekwondo. Su hermana gemela Mona también es una deportista de taekwondo.
Participó en los Juegos Olímpicos de Pekín 2008, obteniendo una medalla de plata en la categoría de +67 kg. Ganó una medalla de bronce en el Campeonato Mundial de Taekwondo de 2001 y dos medallas de broncen el Campeonato Europeo de Taekwondo, en los años 2006 y 2008.

## Palmarés internacional
| Juegos Olímpicos   | Juegos Olímpicos     | Juegos Olímpicos  | Juegos Olímpicos |
| Año                | Lugar                | Medalla           | Categoría        |
| ------------------ | -------------------- | ----------------- | ---------------- |
| 2008               | Pekín (China)        | Medalla de plata  | +67 kg           |
| Campeonato Mundial |                      |                   |                  |
| Año                | Lugar                | Medalla           | Categoría        |
| 2001               | Jeju (Corea del Sur) | Medalla de bronce | –67 kg           |
| Campeonato Europeo |                      |                   |                  |
| Año                | Lugar                | Medalla           | Categoría        |
| 2006               | Bonn (Alemania)      | Medalla de bronce | –67 kg           |
| 2008               | Roma (Italia)        | Medalla de bronce | –72 kg           |